# Michelstadt
Michelstadt ở Odenwald là một thị trấn thuộc Odenwald (huyện) ở miền nam bang Hessen, Đức giữa Darmstadt và Heidelberg. Nó có dân số khoảng 16.000.

## Địa lý
Michelstadt là thị trấn lớn nhất ở huyện Odenwald, có danh giới với huyện lỵ Erbach.

### Cộng đồng cấu thành
Các phường của Michelstadt, bên cạnh thị trấn chính, cũng được gọi là Michelstadt, là Rehbach, Steinbach, Steinbuch, Stockheim, Vielbrunn, Weiten-Gesäß và Würzberg.

## Lịch sử
Michelstadt được đề cập đến đầu tiên vào năm 741.
Nó là một trong những khu định cư lâu đời nhất ở Odenwald. Lâu đài của nó phát triển từ điền trang của một nam tước Franken. Nơi này được xây dựng thành một nơi ẩn náu cho người dân địa phương. Là một gia sản của hoàng gia, Hoàng tử Carloman đã tặng nó vào năm 741 cho học trò của Saint Boniface, Burchard, Giám mục đầu tiên của Würzburg. 

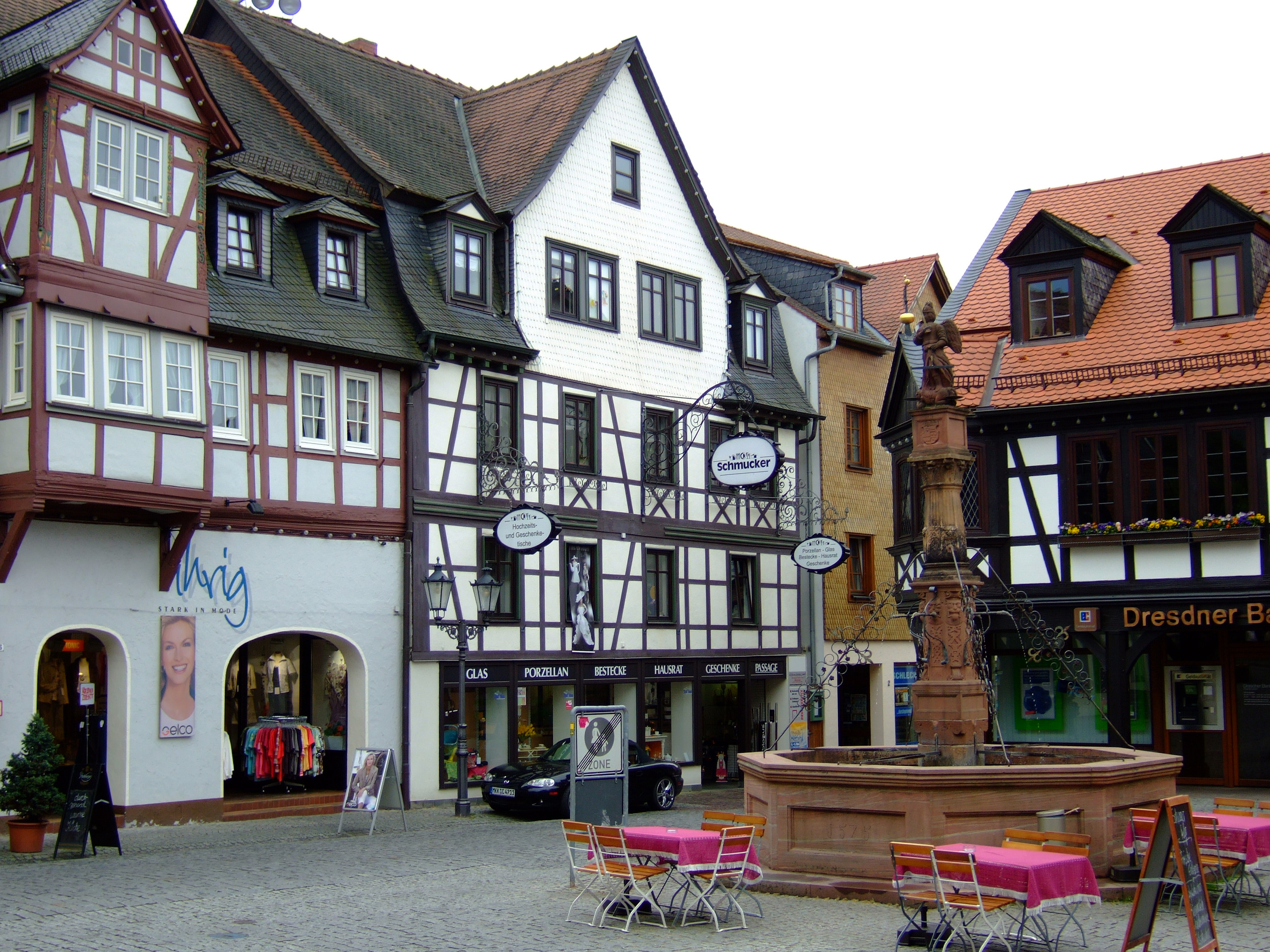
Nhà khung gỗ ở chợ với bồn nước.

### Các tòa nhà lịch sử
Phố cổ của Michelstadt có nhiều ngôi nhà khung gỗ. Đặc biệt đáng kể đến là các tòa nhà sau đây, một số trong khu phố cổ, một số khác ở vùng nông thôn xung quanh: Tòa thị chính lịch sử, Diebsturm tại bức tường thị trấn, Kellereihof (một khu phức hợp lâu đài thời kỳ đầu Trung cổ được tân trang lại theo phong cách thời phục hưng) trong vòng tường thành phố, nhà thờ thị trấn với kiến trúc Gothic (cuối thế kỷ 13), Einhards-Basilika, cung điện của công tước Erbach-fürstenau (Schloss furstenau), lâu đài để đi săn Eulbach với một khu vườn cảnh quan kiểu Anh.

#### Tòa thị chính lịch sử

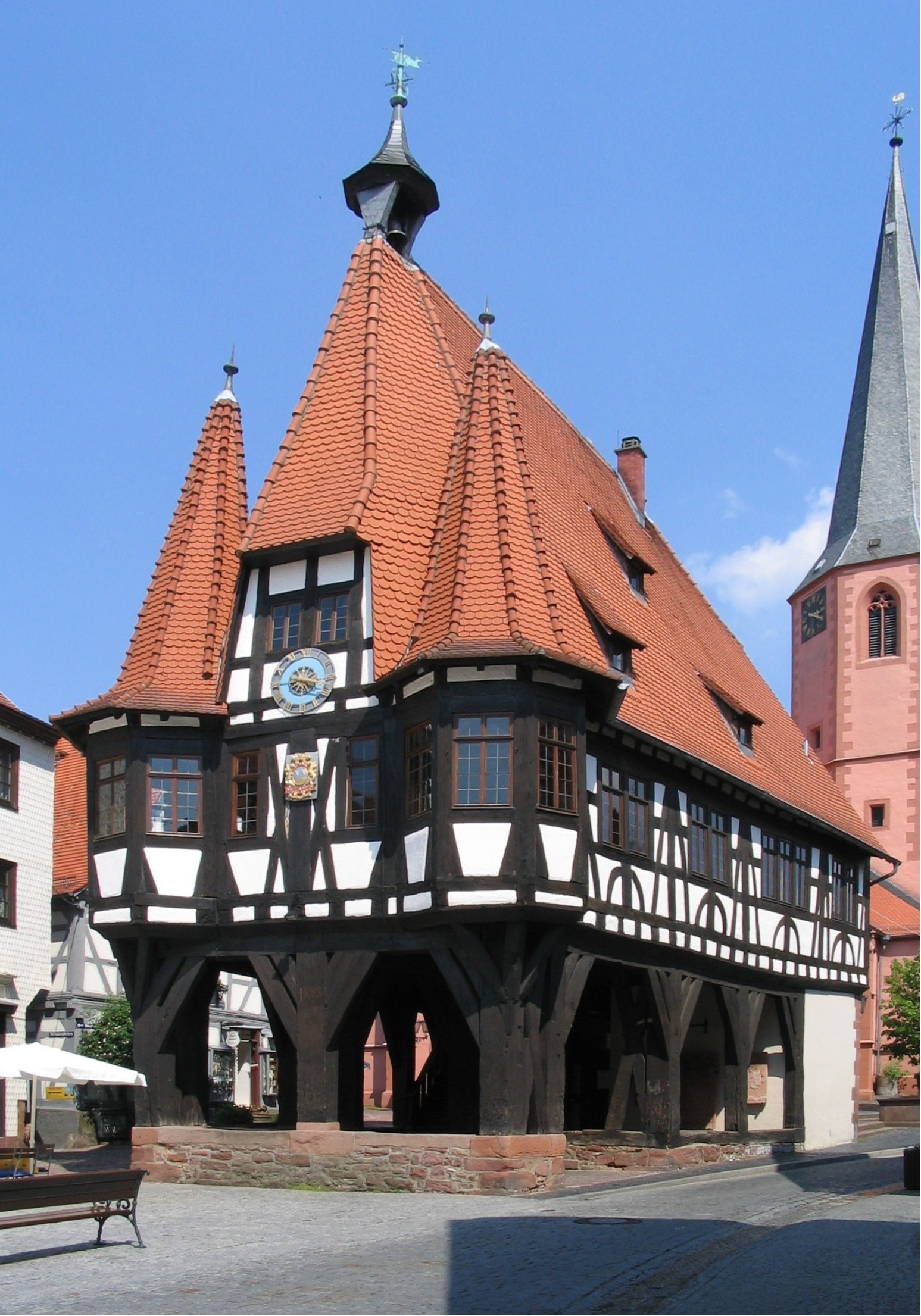
Tòa thị chính

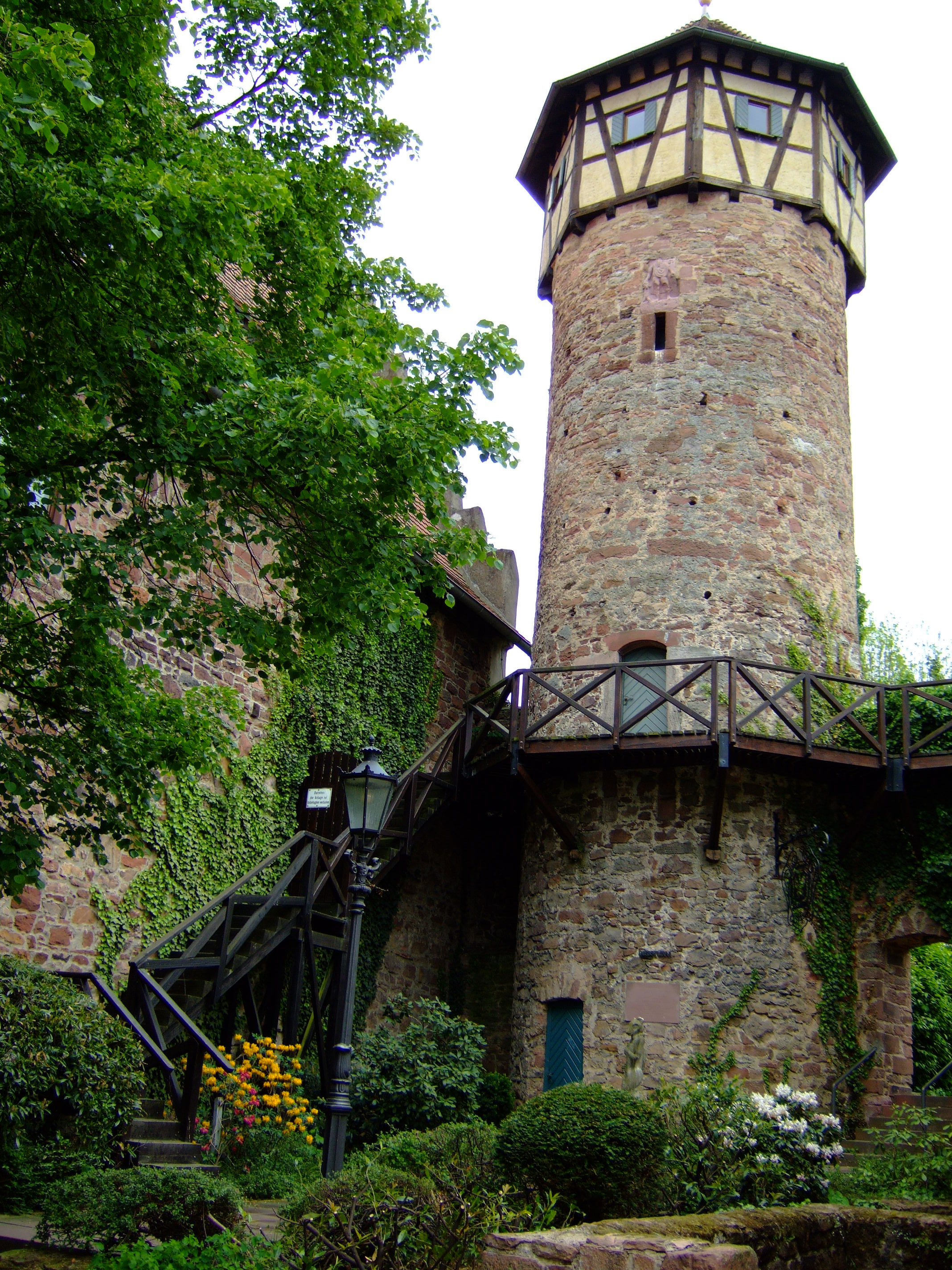
Diebsturm tại bức tường thị trấn

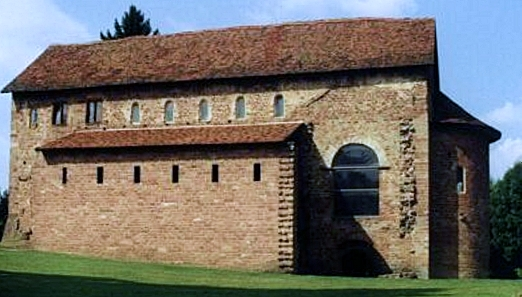
Vương cung thánh đường Einhard

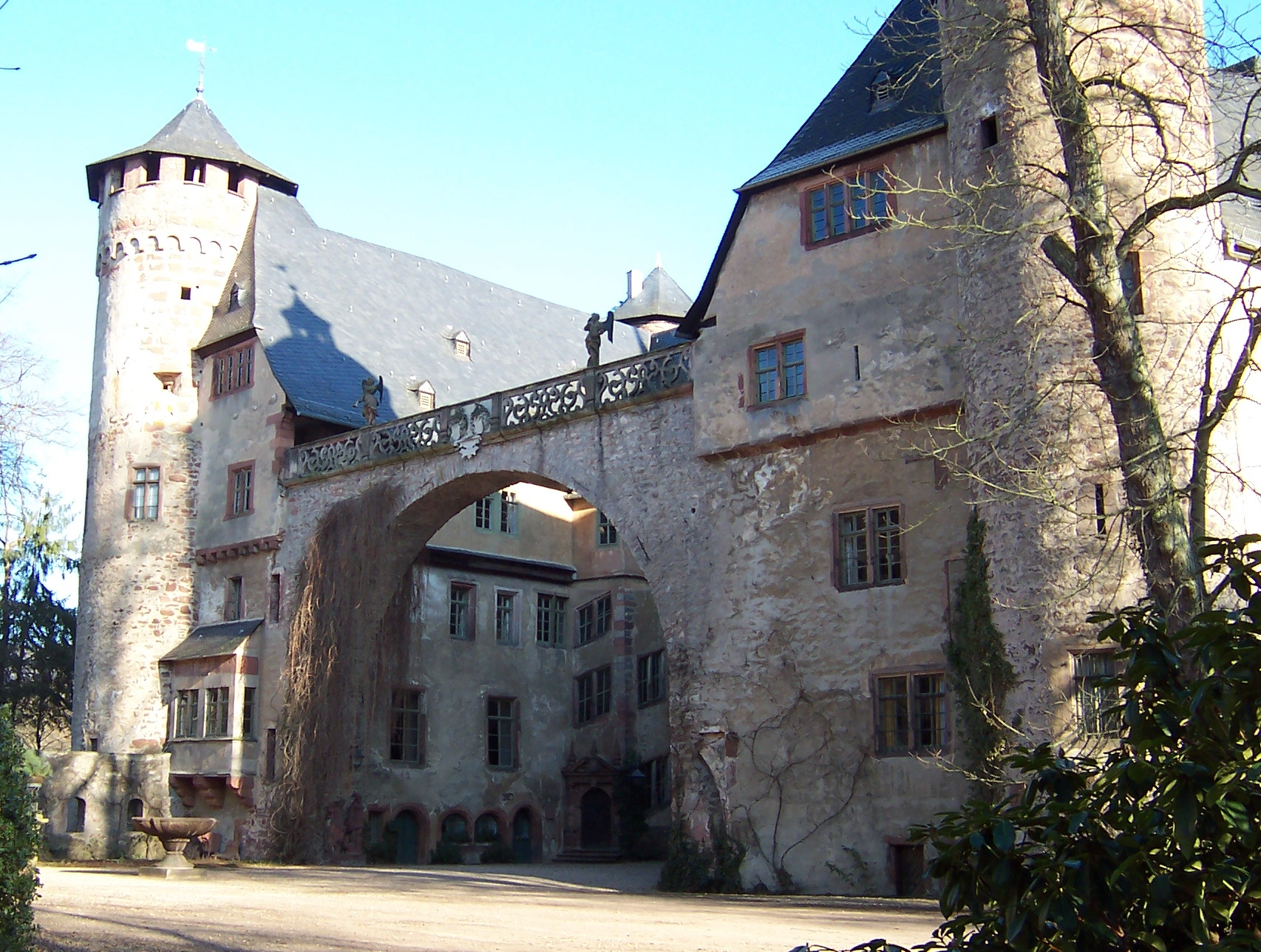
Schloss Fürstenau với cổng vòm (1588)